# Robert Lopez
Robert Lopez, född 23 februari 1975 i New York, är en amerikansk kompositör och låtskrivare. Lopez har bland annat skapat musiken till Disney-filmen Frost och musikalerna Avenue Q och Book of Mormon.
Han har vunnit två Oscars, en Golden Globe, två Emmy Awards och tre Tony Awards.